# Thebe (Egypten)

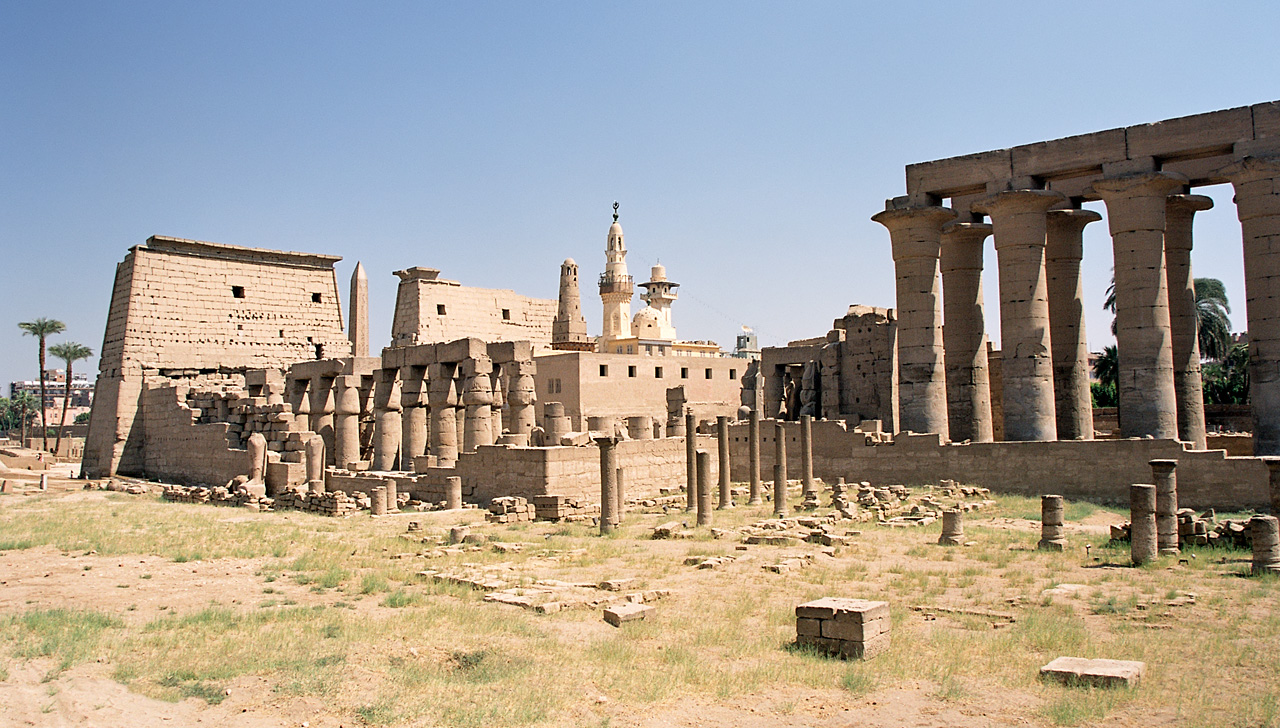
Ruiner av Luxortemplet i det forntida Thebe.

Thebe, det grekiska namnet på en av huvudstäderna i det forntida Egypten. Staden låg omkring 700 km söder om Medelhavet på Nilens östra flodbank, vid den moderna staden Luxor i Egypten. Namnet Thebe syftar dock även på ruinområdet på den västra sidan av floden.

## Namn på staden
Thebe [Θηβαι Thēvei] är den grekiska beteckningen på det egyptiska niwt "Staden" och niwt-rst "Södra staden". Det konstruerades som en grekisk translitterering av det egyptiska Ta-Ope, namnet för det nuvarande Luxor. Det egyptiska, dåvarande namnet var Uaset ("Den lyckliga").
Som säte för Thebes gudatriad bestående av Amon, Mut och Khonsu, var staden känd i slutet av det Nya rikets tid som niwt-imn, "Amons stad". Detta namn återkommer i den hebreiska bibeln som נא אמון nōˀ ˀāmôn (Nahum 3:8). I grekiska skrevs detta namn Διοσπολις Diospolis, "Zeus stad" (Zeus var guden som grekerna identifierade som Amon).
Namnet Thebe antas ofta härstamma från grekerna då det även finns en stad i Grekland med detta namn (se Thebe (Grekland)). Thebe är dock en förfinad form av fornegyptiskans t3 ipt-swt ("Den bäst valda av platser"), ett av namnen på Karnak-templet som ligger i staden.
Det nutida Luxor och Karnak har lånat sina namn från två viktiga tempel som låg i den forntida staden.

## Stadens historia
Thebe var huvudstad i Waset, det fjärde länet (nomos) i Övre Egypten. I vår tid räknar man även templen och gravarna på västra flodbanken som en del av staden. Staden var politisk huvudstad i Mellersta riket från och med dess elfte dynasti. Mentuhotep I förklarade Amon till rikets främsta gud. En kort tid var Memfis åter huvudstad. Efter att Hyksos erövrade stora delar av Nildeltat blev han 1640 f.Kr. tillbakadriven av Kamose och Ahmose. Det efterföljande Nya riket blev en tid med framgångsrika krigståg till Asien och Sudan samt med intensiv handel med Kreta, Cypern och genom mellanhandlare med Afghanistan. Åt Amon, Mut och Khonsu byggdes två stora tempelanläggningar. För dessa anläggningar skapades en omfattande administartiv myndighet som fick stor makt. För att flytta makten tillbaka till faraon förbjöd Akhenaton 1334 f.Kr. den egyptiska polyteismen och han lät uppföra den nya huvudstaden vid dagens El-Amarna.
När Tutankhamon kom till makten flyttades huvudstaden till Nildeltat (Memfis). Thebe, med sitt Amon-tempel, förblev dock den religiösa huvudstaden ända ned till kristen tid. Faraonerna fick under Tredje mellantiden dela sin makt med erövrare från Kush och under 700-talet f.Kr. föll landet till Assyrien. När Egypten ingick i Romerska kejsardömet omvandlades flera tempel till kyrkor.
Thebes arkeologiska lämningar erbjuder en slående vittnesbörd om den egyptiska civilisationens höjdpunkt. Den nya staden Luxor blev först efter upptäckten av Tutankhamons grav (KV62) en miljonstad.

## Viktiga arkeologiska platser i Thebe

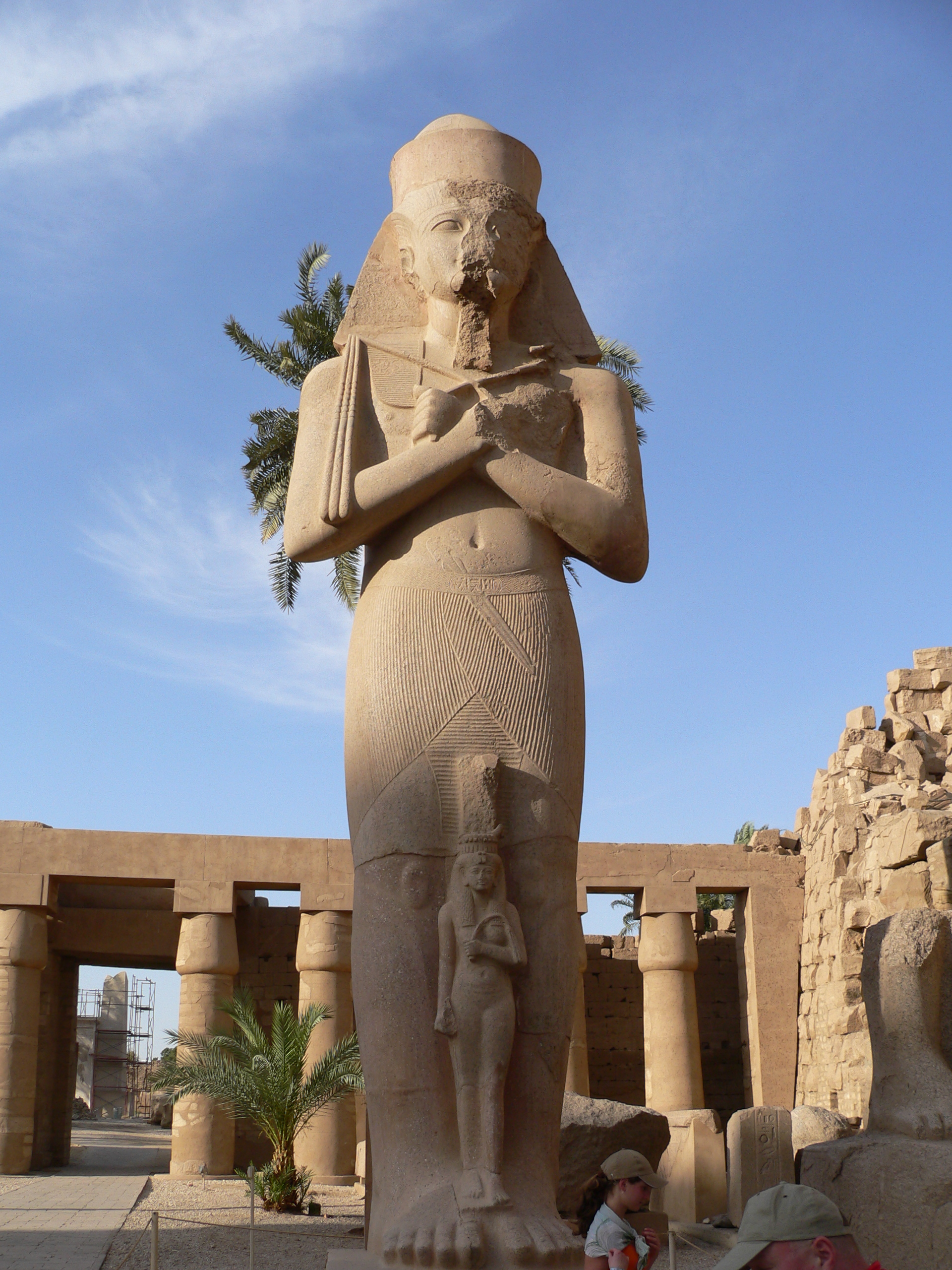
Staty av Pinedjem I i Karnaktemplet.

### Östra flodbanken
- Karnak
- Luxortemplet

### Västra flodbanken
- Konungarnas dal
- Drottningarnas dal
- Medinet Habu (Ramses III:s begravningstempel)
- Ramesseum (Ramses II:s begravningstempel)
- Deir al-Madinah (gravarbetarnas by)
- Adelsmännens gravar
- Deir el-Bahri (Montuhotep II:s tempel, Hatshepsut:s tempel, etc.)
- Malkata (Amenhotep III:s palats)
- Memnons stoder (Amenhotep III:s begravningstempel)